# Stenfjärden, Österbotten
Stenfjärden är en fjärd i Finland. Den ligger kommunen Vasa i landskapet Österbotten, i den västra delen av landet, 400 km nordväst om huvudstaden Helsingfors.
Stenfjärden ligger mellan Byön och Kopparören i öster samt Rönnskäret i väster. I söder ansluter den till Byöfjärden. Mitt i fjärden ligger Storgrynnan.